# Silvermont
Bonnell
Saltwell Goldmont (nouvelle microarchitecture)
Silvermont est une microarchitecture pour les processeurs basse consommation de marques Atom, Celeron et Pentium utilisés dans les systèmes sur puce (SoC) fabriqués par Intel. Silvermont constitue la base d’un total de quatre familles de SoC :
- Merrifield et Moorefield – SoC grand public destinés aux smartphones
- Bay Trail – SoC grand public destinés aux tablettes, aux appareils hybrides, aux netbooks, aux nettops et aux systèmes embarqués/automobiles
- Avoton – SoC pour micro-serveurs et périphériques de stockage
- Rangeley – SoC ciblant les infrastructures de réseau et de communication.

Silvermont est le successeur de Bonnell, utilisant un nouveau procédé 22 nm (précédemment introduit avec Ivy Bridge) et une nouvelle microarchitecture, remplaçant l’hyperthreading par une exécution dans le désordre.
Silvermont a été annoncé aux médias le 6 mai 2013 au siège d’Intel à Santa Clara, en Californie. Intel avait déclaré à plusieurs reprises que les premiers appareils Bay Trail seraient disponibles pendant les vacances de 2013, tandis que des diapositives divulguées montraient que la fenêtre de sortie pour Bay Trail-T était du 28 août au 13 septembre 2013. Avoton et Rangeley ont été annoncés comme étant disponibles dans la seconde moitié de 2013. Les premiers appareils Merrifield ont été annoncés début 2014.
Selon la stratégie tic-tac d'Intel, Airmont est le die shrink 14 nm de Silvermont, lancé au début de 2015 et vu pour la première fois dans l’Atom x7-Z8700 utilisé dans la Microsoft Surface 3. La microarchitecture Airmont comprend les familles de SoC suivantes :
- Braswell – SoC grand public destinés aux PC
- Cherry Trail – SoC grand public destinés aux tablettes.

Des cœurs basés sur Silvermont ont également été utilisés, modifiés, dans l’itération Knight’s Landing des puces HPC Xeon Phi d’Intel.